# Războiul din Afganistan (2001–2021)
Războiul din Afganistan a fost un conflict armat desfășurat în Afganistan din 2001 până în 2021. A început atunci când o coaliție militară internațională condusă de Statele Unite a lansat o invazie a Afganistanului pentru a răsturna Emiratul Islamic condus de talibani de la putere și a instaura Republica Islamică. Conflictul s-a încheiat în cele din urmă după 20 ani, când trupele americane s-au retras și a debutat ofensiva talibană din 2021 ce a răsturnat Republica Islamică și a restabilit Emiratul Islamic. 
A fost cel mai lung război din istoria militară a Statelor Unite, depășind cu aproximativ cinci luni Războiul din Vietnam (1955–1975) la durată. Este, de asemenea, una dintre cele mai catastrofale și costisitoare înfrângeri din istorie pentru Statele Unite - conflictul ar fi costat 5,8 trilioane de dolari. 
După Atentatele din 11 septembrie 2001 , președintele american George W. Bush a cerut talibanilor , un grup islamist afgan care a stabilit un stat de facto în cea mai mare parte a Afganistanului, să-l extrădeze imediat pe Osama bin Laden în Statele Unite. Bin Laden era căutat de Statele Unite pentru că a coordonat atacurile teroriste de la New York, dar și pentru alte acuzații de terorism.
Talibanii din Afganistan i-au oferit azil unde a continuat să opereze liber. Astfel, refuzul talibanilor de a se conforma cererilor americane de extrădare pentru bin Laden a condus la declararea războiului de către Statele Unite după expirarea ultimatumului și declanșarea pe 7 octombrie 2001 a Operațiunii Enduring Freedom ca parte a războiului global împotriva terorismului. 
La scurt timp după invadarea Afganistanului, talibanii și aliații lor, gruparea al-Qaida condusă de Osama bin Laden, au fost învinși și expulzați din centrele majore de populație din întreaga țară de forțele conduse de americani în sprijinul Alianța de Nord, o armată afgană anti-talibană.
Statele Unite au reușit în scurt timp să răstoarne regimul taliban de la conducerea țării, iar pe 14 noiembrie 2001, trupele Statelor Unite și ale Alianței Nordului au pătruns în Kabul, capitala țării.  
Talibanii și teroriștii al-Qaeda ce au supraviețuit intervenției americane s-au retras spre Kandahar, locul de naștere al mișcării talibane, și spre Tora Bora. 
Statele Unite nu au reușit să-l ucidă sau să-l captureze pe Osama bin Laden în Bătălia de la Tora Bora după ce acesta a fugit în Pakistan. În ciuda ieșirii lui bin Laden din țară, coaliția condusă de americani formată din peste 40 de țări (inclusiv state membre NATO) a rămas în Afganistan, formând o misiune de securitate cu mandat de la Națiunile Unite și cunoscută oficial ca Forța Internațională de Asistență pentru Securitate (ISAF) cu scopul de a consolida o nouă autoritate democratică în țară care ar împiedica revenirea la putere a talibanilor și a Al-Qaeda. 
În 2004 au fost organizate primele alegeri democratice, iar Hamid Karzai a fost votat de cetățeni să conducă Afganistanul, iar un efort internațional de reconstrucție a fost lansat în întreaga țară. 
Până în 2003, talibanii s-au reorganizat sub fondatorul lor, Mullah Omar , și au început o insurgență pe scară largă împotriva noului guvern afgan, precum și împotriva coaliției conduse de americani. Insurgenții talibani și din alte grupări islamiste au purtat lupte asimetrice cu tactici de gherilă în mediul rural și au lansat atacuri sinucigașe împotriva țintelor urbane și împotriva forțelor coaliției internaționale.
Până în 2007, luptele dintre cele două părți au escaladat până la un punct în care mari părți teritoriale din Afganistan au fost preluate de talibani, rezultând într-un răspuns masiv din partea ISAF care a mărit trupele pentru operațiuni de contra-insurgență cu o strategie „ clară și susținută ” pentru sate și orașe; răspunsul coaliției a atins apogeul în 2011, când aproximativ 140.000 de soldați străini operau sub comanda ISAF în Afganistan. 
În urma unei operațiuni militare americane secrete care a avut ca rezultat uciderea lui Osama bin Laden în orașul pakistanez Abbottabad în mai 2011, liderii NATO au început să planifice o strategie de retragere din Afganistan, deoarece obiectivul inițial fusese atins. 
La 28 decembrie 2014, NATO a încheiat oficial operațiunile de luptă ale ISAF în Afganistan și a transferat oficial întreaga responsabilitate de securitate guvernului afgan. Incapabile să-i elimine pe talibani prin mijloace militare, forțele coaliției (și separat guvernul președintelui afgan Ashraf Ghani ) au apelat la căi diplomație pentru a pune capăt conflictului.  Aceste eforturi au culminat cu Acordul de la Doha dintre Statele Unite sub președinția lui Donald Trump și talibani din februarie 2020 care prevedea retragerea tuturor trupelor americane din Afganistan până în aprilie 2021.
În schimbul retragerii americane, talibanii s-au angajat să împiedice orice grup militant să folosească teritoriul suveran afgan pentru a organiza atacuri împotriva Statelor Unite și a aliaților săi. Cu toate acestea, guvernul afgan nu a luat parte la acord și a respins termenii acestuia privind eliberarea prizonierilor. 
Data țintă pentru retragerea americană a fost prelungită ulterior până la 31 august 2021. După expirarea termenului inițial din aprilie 2021 și retragerea trupelor americane, talibanii au lansat o ofensivă largă pe tot parcursul verii, care a avut ca rezultat capturarea cu succes a majorității Afganistanului, inclusiv a capitalei, care a fost anexat pe 15 august 2021. 
În aceeași zi, ultimul președinte al Republicii Islamice, Ashraf Ghani, a fugit din țară; talibanii au declarat victoria și războiul a fost încheiat oficial .  Restabilirea stăpânirii talibane în Afganistan a fost confirmată de Statele Unite, iar pe 30 august, ultimul avion militar american a plecat din Afganistan, punând capăt prezenței militare prelungite conduse de americani în țară. 
Războiul a ucis aproximativ 176.000 de oameni în Afganistan: 46.319 de civili, 69.095 de militari și cel puțin 52.893 de luptători din opoziție.  Potrivit Națiunilor Unite, după invazia din 2001, peste 5,7 milioane de foști refugiați s-au întors în Afganistan. Cu toate acestea, odată cu revenirea la putere a talibanilor în august 2021, 2,6 milioane de afgani au rămas refugiați , mai ales în Pakistan și în Iran , în timp ce alte 4 milioane de afgani au rămas strămutați în interiorul țării.

## Impactul asupra societății afgane

### Victime civile
Nu există nici o cifră unică oficială pentru numărul total de civili uciși de război din 2001, dar estimările pentru anumiți ani sau anumite perioade au fost publicate de mai multe organizații. Potrivit unui raport al Organizației Națiunilor Unite, talibanii au fost responsabili pentru 76% din victime civile din Afganistan în 2009. Un raport al ONU din iunie 2011 spunea că 2777 de civili se știe că ar fi fost uciși în 2010, iar insurgenții sunt responsabili pentru 75% din victime în rândul civililor. Un alt raport al Organizației Națiunilor Unite emis în iulie 2011, spunea că: „1462 necombatanți au murit” în primele șase luni ale anului 2011, iar insurgenții sunt responsabili pentru 80% din decese. În 2011, un număr record de 3021 de civili au fost uciși în insurgența în curs de desfășurare, a cincea creștere anuală succesivă. Foarte puține persoane din Afganistan nu au fost afectate de conflictul armat de acolo. Cei cu experiență personală directă alcătuiesc 60% din populație, iar alții declară, de asemenea, că au suferit o serie de greutăți. În total, aproape toată lumea (96%) a fost afectat într-un fel - fie personal, fie ca urmare a consecințelor mai largi ale conflictului armat.
Cu toate acestea, conform lui Nicholas Kristoff, sistemul medical îmbunătățit în urma războiului a salvat sute de mii de vieți.

### Refugiați
De la intervenția coaliției în 2001, mai mult de 5,7 milioane de refugiați s-au întors în Afghanistan, dar 2,2 milioane de afgani sunt în continuare refugiați, în 2013, iar în ianuarie, 2013, ONU estima că erau 547.550 de persoane strămutate în interiorul țării, o creștere cu 25% de la 447.547 de persoane strămutate în ianuarie 2012 o cifră declarată de Amnesty International, care afirma că sute de afgani au fost forțați să-și părăsească casele lor de zi cu zi în cursul anului 2012.

### Traficul de droguri

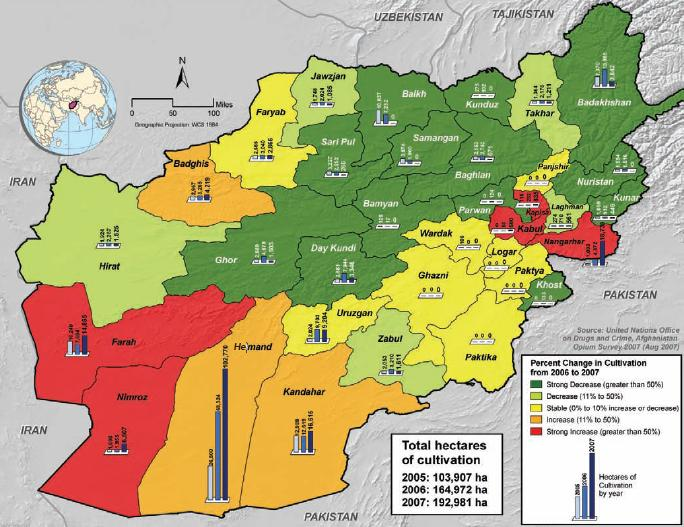
Producția de opiu în 2005–2007

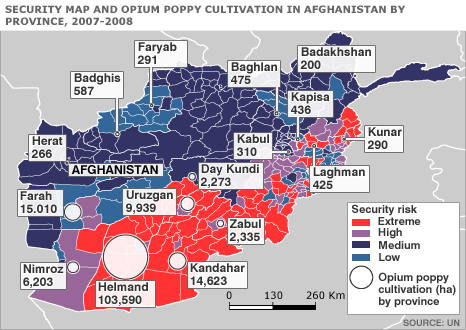
Riscurile de securitate regionale și nivelurile de opium ale culturilor de mac în perioada 2007-2008.

Din 1996-1999, talibanii au controlat 96% din câmpurile de mac din Afganistan și au făcut din opiu cea mai mare sursă de impozitare. Impozitele pe exporturile de opiu au devenit unul dintre pilonii principali al veniturilor talibanilor și a fondurilor de război. Conform lui Rashid: „banii din droguri finanțau arme, muniții și combustibil pentru război”. În New York Times, ministrul de finanțe al Frontului Unit, Wahidullah Sabawoon, a declarat că talibanii nu au buget anual, ci că „se pare că au cheltuit 300 de milioane de dolari pe an, aproape toți banii pentru război.” El a adăugat că talibanii au ajuns să se bazeze tot mai mult pe trei surse de bani: „mac, pakistanezii și bin Laden”.
Până în 2000 Afganistanul a reprezenta circa 75% din piața mondială iar în 2000, a crescut 3276 de tone de opiu din cultivarea macului pe 82.171 de hectare. În acest moment Omar a dat un decret care interzice cultivarea de opiu, iar producția a scăzut la o valoare estimată de 74 de tone metrice de la cultivarea macului pe 1.685 de hectare. Mulți observatori spun că interdicția - care a intrat într-o încercare de recunoaștere internațională în cadrul Organizației Națiunilor Unite - a fost dată numai cu scopul de a crește prețurile opiului și pentru a crește profitul din vânzarea stocurilor mari existente. Anul 1999 a dat o recoltă recordă iar în anul 2000 a urmat o altă recoltă mare dar mai mică decât cea din 1999. Traficul stocurilor acumulate de către talibani a continuat în 2000 și 2001. În 2002, ONU a menționat „existența unor stocuri semnificative de opiacee acumulate în anii precedenți interzicerii cultivării.”  În septembrie 2001 - înainte de atacurile din 11 septembrie împotriva SUA - talibanii le-au permis țăranilor afgani să semene din nou opiu.
La scurt timp după invazia condusă de SUA producția de opiu a crescut semnificativ. Până în 2005, Afganistanul a recâștigat poziția de producătorul numărul 1 de opiu din lume și producea 90% din opiul din lume, cea mai mare parte este transformat în heroină și vândut în Europa și Rusia. În 2009, BBC a raportat că „descoperirile ONU spun că există o piață de opiu în valoare de 65 miliarde de dolari, care finanțează terorismul la nivel mondial, formată din 15 milioane de dependenți, și ucide 100.000 de oameni în fiecare an.”

### Educația publică
În anul 2013, sunt 8,2 milioane de elevi afgani în școli, inclusiv 3,2 milioane de fete. În anul 2001 erau numai 1,2 milioane de elevi din care mai puțin de 50.000 erau fete.

## Veziși
- Participarea României la Războiul din Afganistan